# Jordi Bulbena i Moreu
Jordi Bulbena i Moreu   (el Putxet, segle XX) és un actor, dibuixant, figurinista i escenògraf barceloní.
Va ser un dels fundadors del grup de teatre Comediants, l'any 1972 i va estar-hi durant 18 anys. Com tots els membres de la companyia, feia de tot. A part d'actor, era el responsable de la imatge i l'estètica del grup. Va participar en totes les primeres creacions de la companyia: Non Plus plis, Plou i fa sol, Sol Solet, Alè, La Nit, Dimonis, Karnabal, Teveo de noche i en l'espectacle de clausura del Jocs Olímpics Barcelona 92. Posteriorment, ha signat l'escenografia i el vestuari de La verbena de la Paloma, El gran secret i Perséfone. Ha col·laborat amb companyies com La Cubana amb Una nit d'òpera i els Joglars amb El Nacional i ha signat l'escenografia i el vestuari dels musicals La Generala, El despertar de la primavera, A la burgesa i La Filla del Mar.
En televisió ha treballat amb la productora Diagonal TV amb qui ha fet la sèrie Temps de Silenci.
Com a il·lustrador ha treballat amb Joan Barceló, Joan de Déu Prats i Pijoan i la revista Cavall Fort.
És germà del també il·lustrador i escenògraf Xavier Bulbena i Moreu.